# Catoptria casperella
Catoptria casperella là một loài bướm đêm trong họ Crambidae.